# Валентин Иванов (фудбалер, 2000)
Валентин Иванов Иванов (буг. Валентин Иванов Иванов; рођен 1. априла 2000) је бугарски фудбалер који игра на позицији дефанзивца за ФК Черноморец Бургас.

## Каријера
Валентин Иванов је професионално дебитовао на утакмици између Бургаса и ЦСКА из Софије, заменивши Борислава Тсонева у 85. минуту игре, дана 20. маја 2018. године. Утакмица се завршила поразом Бургаса при резултату 1:0 за ЦСКА.  Свој први професионални уговор са клубом потписао је 29. маја 2019. године.